# 오승엽
오승엽은 대한민국의 텔레비전 드라마 연출감독이다.

## 드라마
- 2025년 tvN 주말 미니시리즈 《별들에게 물어봐》 ... 공동연출